# M83 (Band)
M83 ist eine französische Electronic/Dream-Pop-Band. Sie ist nach der Galaxie Messier 83 benannt und wurde im Jahr 2000 in Antibes von den beiden Musikern Nicolas Fromageau und Anthony Gonzalez gegründet.

## Geschichte
Internationale Bekanntheit erlangte das Duo durch die Verwendung des Titels Unrecorded aus ihrem Album Dead Cities, Red Seas & Lost Ghosts für einen Trailer zum Film Wächter der Nacht – Nochnoi Dozor.
Im Sommer 2009 spielten sie als Vorgruppe von Depeche Mode auf deren Welttournee Tour of the Universe.
Im Dezember 2011 wählte das deutsche Musikportal laut.de das Lied Midnight City vom 2011 veröffentlichten Album Hurry Up, We’re Dreaming zum Song des Jahres 2011. Im Jahr 2013 wurde der Titel in der Werbekampagne zum Renault Captur verwendet. Ebenfalls verwendet wurde der Song in dem 2013 veröffentlichten Film Warm Bodies von Regisseur Jonathan Levine. Seit der NFL-Saison 2016/2017 verwendet die deutsche Sportsendung ran für ihre American-Football-Übertragungen den Song regelmäßig bei Werbe-Übergängen.
Ebenfalls 2011 wurden die Titel Intro, Outro und My Tears Are Becoming a Sea aus Hurry Up, We’re Dreaming im Soundtrack der Sportdokumentation The Art of Flight verwendet und erlangten aufgrund der Popularität des Films größere Bekanntheit.
2013 produzierte Gonzales zusammen mit Joseph Trapanese die komplette Filmmusik zu Joseph Kosinskis Science-Fiction-Film Oblivion. Sängerin der titelgebenden Single Oblivion ist Susanne Sundfør. Zudem steuerte M83 den Song I Need You zum Film Die Bestimmung – Divergent bei. Im Jahr 2014 fanden die Titel Wait, ebenfalls vom Album Hurry Up, We’re Dreaming, in den Filmen Das Schicksal ist ein mieser Verräter, Drei Schritte zu Dir und in einer Folge Under the Dome sowie Outro in dem Film The Gambler mit Mark Wahlberg Verwendung. 2015 wurde My Tears Are Becoming A Sea auch im Film Die Vorsehung verwendet. Der Soundtrack des italienischen Mafia-Thrillers Suburra aus dem Jahr 2015 enthält eine Auswahl von 13 Songs aus den Studioalben von M83, unter anderen Midnight City, Sister (Part 1+2), Wait und Outro.
2016 wurde Hurry Up, We’re Dreaming - Outro als Titelmusik der franko-kanadischen Fernsehserie Versailles verwendet, welche vom Leben des jungen Ludwig XIV. am Hof von Versailles handelt. Darüber hinaus kam der Song in mindestens vier weiteren Produktionen zum Einsatz: 2019 im Serienfinale der Serie Mr. Robot und im Trailer von Kerbal Space Program 2, 2020 in der Netflix-Serie White Lines sowie in der Endscene der ersten Folge der dänischen Serie Ragnarök.
Am 8. April 2016 wurde das siebte Studioalbum Junk veröffentlicht, im September 2019 folgte DSVII.

## Stil
Die beiden Gründungsmitglieder kamen aus der Stilrichtung des Post-Rock, beschlossen aber mit der Gründung von M83 in die Elektronik-Szene einzusteigen. Obwohl die beiden Musiker stark auf den Einsatz von Synthesizern setzen, nehmen sie sowohl in der Struktur ihrer Stücke, wie auch in der Gestaltung ihrer Videos deutliche Anleihen an die 1970er Jahre. Mit dem Gebrauch von Synthesizern, verfremdeten Gitarrenspuren und Text, der laut über die Instrumentalstücke gesprochen wird, kreieren M83 einen Sound, der an Bands wie My Bloody Valentine, Slowdive und Cocteau Twins sowie Pink Floyd und Tangerine Dream erinnert.

## Diskografie

### Alben
| Jahr | Titel                               | Höchstplatzierung, Gesamtwochen, AuszeichnungChartplatzierungen (Jahr, Titel, Platzierungen, Wochen, Auszeichnungen, Anmerkungen) | Höchstplatzierung, Gesamtwochen, AuszeichnungChartplatzierungen (Jahr, Titel, Platzierungen, Wochen, Auszeichnungen, Anmerkungen) | Höchstplatzierung, Gesamtwochen, AuszeichnungChartplatzierungen (Jahr, Titel, Platzierungen, Wochen, Auszeichnungen, Anmerkungen) | Höchstplatzierung, Gesamtwochen, AuszeichnungChartplatzierungen (Jahr, Titel, Platzierungen, Wochen, Auszeichnungen, Anmerkungen) | Höchstplatzierung, Gesamtwochen, AuszeichnungChartplatzierungen (Jahr, Titel, Platzierungen, Wochen, Auszeichnungen, Anmerkungen) | Anmerkungen                                                          |
| Jahr | Titel                               | FR | DE | CH | UK | US | Anmerkungen                                                          |
| ---- | ----------------------------------- | --- | --- | --- | --- | --- | -------------------------------------------------------------------- |
| 2003 | Dead Cities, Red Seas & Lost Ghosts | FR116 (2 Wo.)FR | — | — | — | — | Erstveröffentlichung: 14. April 2003                                 |
| 2005 | Before the Dawn Heals Us            | FR103 (2 Wo.)FR | — | — | — | — | Erstveröffentlichung: 24. Januar 2005                                |
| 2008 | Saturdays = Youth                   | FR173 (1 Wo.)FR | — | — | — | US107 (2 Wo.)US | Erstveröffentlichung: 11. April 2008                                 |
| 2011 | Hurry Up, We’re Dreaming            | FR38 Gold (SNEP) + Platin (UPFI) · (27 Wo.)FR                                                                                     | DE60 (1 Wo.)DE | CH15 (4 Wo.)CH | UK44 Gold · (3 Wo.)UK | US15 (17 Wo.)US | Erstveröffentlichung: 18. Oktober 2011 in DE erst 2022 in den Charts |
| 2016 | Junk                                | FR26 (4 Wo.)FR | DE87 (1 Wo.)DE | CH30 (2 Wo.)CH | UK28 (1 Wo.)UK | US26 (2 Wo.)US | Erstveröffentlichung: 8. April 2016                                  |
| 2019 | DSVII                               | FR98 (1 Wo.)FR | — | — | — | — | Erstveröffentlichung: 20. September 2019                             |
| 2023 | Fantasy                             | FR58 (1 Wo.)FR | DE59 (1 Wo.)DE | CH40 (1 Wo.)CH | — | — | Erstveröffentlichung: 17. März 2023                                  |

Weitere Alben 
- 2001: M83
- 2007: Digital Shades Vol. 1

### EPs
- 2008: Couleurs
- 2011: Midnight City
- 2012: Reunion

### Soundtracks
- 2013: Oblivion – Original Motion Picture Soundtrack
- 2013: Les Rencontres d’après minuit (You and the Night)
- 2015: Suburra (2015) - Original Motion Picture Soundtrack

### Singles
| Jahr | Titel Album                                            | Höchstplatzierung, Gesamtwochen, AuszeichnungChartplatzierungen (Jahr, Titel, Album, Platzierungen, Wochen, Auszeichnungen, Anmerkungen) | Höchstplatzierung, Gesamtwochen, AuszeichnungChartplatzierungen (Jahr, Titel, Album, Platzierungen, Wochen, Auszeichnungen, Anmerkungen) | Höchstplatzierung, Gesamtwochen, AuszeichnungChartplatzierungen (Jahr, Titel, Album, Platzierungen, Wochen, Auszeichnungen, Anmerkungen) | Höchstplatzierung, Gesamtwochen, AuszeichnungChartplatzierungen (Jahr, Titel, Album, Platzierungen, Wochen, Auszeichnungen, Anmerkungen) | Anmerkungen                                               |
| Jahr | Titel Album                                            | FR | CH | UK | US | Anmerkungen                                               |
| --- | ------------------------------------------------------ | --- | --- | --- | --- | --------------------------------------------------------- |
| 2005 | Don’t Save Us From the Flames Before the Dawn Heals Us | — | — | UK86 (1 Wo.)UK | — | Erstveröffentlichung: 7. Februar 2005                     |
| 2005 | Teen Angst Before the Dawn Heals Us                    | — | — | UK86 (1 Wo.)UK | — | Erstveröffentlichung: 6. Mai 2005                         |
| 2011 | Midnight City Hurry Up, We’re Dreaming                 | FR8 Gold (SNEP) + Platin (UPFI) · (75 Wo.)FR                                                                                             | CH66 (4 Wo.)CH | UK34 ×2Doppelplatin · (16 Wo.)UK | US72 Platin · (20 Wo.)US | Erstveröffentlichung: 16. August 2011                     |
| 2015 | Wait Hurry Up, We’re Dreaming                          | FR154 (1 Wo.)FR | — | UK— SilberUK | — | Erstveröffentlichung: 5. Dezember 2012                    |
| 2013 | Oblivion                                               | FR114 (3 Wo.)FR | — | — | — | Erstveröffentlichung: 26. März 2013 feat. Susanne Sundfør |
| 2016 | Do It, Try It Junk                                     | FR87 (5 Wo.)FR | — | — | — | Erstveröffentlichung: 1. März 2016                        |
| 2016 | Solitude Junk                                          | FR107 (1 Wo.)FR | — | — | — | Erstveröffentlichung: 18. März 2016                       |
| 2016 | Go! Junk                                               | FR123 (1 Wo.)FR | — | — | — | Erstveröffentlichung: 4. April 2016 feat. Mai Lan         |
| Folgende Lieder erschienen nicht als Single, wurden aber durch das Album zum Download und Streaming bereitgestellt und konnten somit eine Platzierung erlangen: |                                                        | | | | |                                                           |
| |                                                        | | | | |                                                           |
| 2012 | Hurry Up, We’re Dreaming                               | — | — | — | FR56 (12 Wo.)FR |                                                           |
| 2015 | Outro Hurry Up, We’re Dreaming                         | FR48 (6 Wo.)FR | — | UK— SilberUK | — |                                                           |

Weitere Singles
- 2002: Slowly / Sitting
- 2003: Run into Flowers
- 2003: 0078h
- 2004: America
- 2004: A Guitar and a Heart / Safe
- 2008: Couleurs
- 2008: Graveyard Girl
- 2008: Kim & Jessie
- 2008: We Own the Sky
- 2010: Black Hole
- 2012: Reunion
- 2012: OK Pal
- 2012: Steve McQueen
- 2019: Temple of Sorrow
- 2019: Lune de fiel

## Auszeichnungen für Musikverkäufe
| Goldene Schallplatte - Dänemark - 2013: für das Streaming Midnight City - 2022: für das Album Hurry Up, We’re Dreaming - Italien - 2021: für die Single Wait - 2022: für das Album Hurry Up, We’re Dreaming - 2024: für das Lied Outro Platin-Schallplatte - Dänemark - 2023: für die Single Midnight City - Italien - 2017: für die Single Midnight City - Neuseeland - 2025: für das Album Hurry Up, We’re Dreaming - Spanien - 2024: für die Single Midnight City | 2× Platin-Schallplatte - Australien - 2020: für die Single Midnight City - Neuseeland - 2023: für die Single Midnight City Diamantene Schallplatte - Europa (Impala) - 2014: für das Album Hurry Up, We’re Dreaming |

Anmerkung: Auszeichnungen in Ländern aus den Charttabellen bzw. Chartboxen sind in ebendiesen zu finden.
| Land/RegionAuszeichnungen für Musikverkäufe (Land/Region, Auszeichnungen, Verkäufe, Quellen) | Silber     | Gold     | Platin       | Diamant  | Verkäufe  | Quellen              |
| -------------------------------------------------------------------------------------------- | ---------- | -------- | ------------ | -------- | --------- | -------------------- |
| Australien (ARIA)                                                                            | —          | —        | 2× Platin2   | —        | 140.000   | aria.com.au          |
| Dänemark (IFPI)                                                                              | —          | 2× Gold2 | Platin1      | —        | 100.000   | ifpi.dk              |
| Europa (Impala)                                                                              | —          | —        | —            | Diamant1 | (200.000) | impalamusic.org      |
| Frankreich (SNEP)                                                                            | —          | 2× Gold2 | —            | —        | (125.000) | snepmusique.com      |
| Frankreich (UPFI)                                                                            | —          | —        | 2× Platin2   | —        | 350.000   | upfi.fr              |
| Italien (FIMI)                                                                               | —          | 3× Gold3 | Platin1      | —        | 160.000   | fimi.it              |
| Neuseeland (RMNZ)                                                                            | —          | —        | 3× Platin3   | —        | 75.000    | radioscope.co.nz NZ2 |
| Spanien (Promusicae)                                                                         | —          | —        | Platin1      | —        | 60.000    | elportaldemusica.es  |
| Vereinigte Staaten (RIAA)                                                                    | —          | —        | Platin1      | —        | 1.000.000 | riaa.com             |
| Vereinigtes Königreich (BPI)                                                                 | 2× Silber2 | Gold1    | 2× Platin2   | —        | 1.700.000 | bpi.co.uk            |
| Insgesamt                                                                                    | 2× Silber2 | 8× Gold8 | 13× Platin13 | Diamant1 |           |                      |